# Министър-председател на Югославия
Това е списък на министър-председателите на Югославия от създаването на Кралство Югославия през 1918 г. до разпадането на Съюзна република Югославия през 2003 г.

## Кралство Югославия (1918-1929)
Кралство Югославия е създадено чрез сливането на Кралство Сърбия и държавата на словенците, хърватите и сърбите на 1 декември 1918 г.
| Име               | Роден – Починал | Начало на мандат | Край на мандат   | Политическа партия                     |
| ----------------- | --------------- | ---------------- | ---------------- | -------------------------------------- |
| Никола Пашич      | 1845 - 1926     | 1 декември 1918  | 22 декември 1918 | Народна радикална партия               |
| Стоян Протич      | 1857 - 1923     | 22 декември 1918 | 16 август 1919   | Народна радикална партия               |
| Любомир Давидович | 1863 - 1940     | 16 август 1919   | 19 февруари 1920 | Демократична партия                    |
| Стоян Протич      | 1857 - 1923     | 19 февруари 1920 | 16 май 1920      | Народна радикална партия               |
| Миленко Веснич    | 1863 - 1921     | 16 май 1920      | 1 януари 1921    | Народна радикална партия               |
| Никола Пашич      | 1845 - 1926     | 1 януари 1921    | 28 юли 1924      | Народна радикална партия               |
| Любомир Давидович | 1863 - 1940     | 28 юли 1924      | 6 ноември 1924   | Демократична партия                    |
| Никола Пашич      | 1845 - 1926     | 6 ноември 1924   | 8 април 1926     | Народна радикална партия               |
| Никола Узунович   | 1873 - 1954     | 8 април 1926     | 17 април 1927    | Народна радикална партия               |
| Велимир Вукичевич | 1871 - 1930     | 17 април 1927    | 28 юли 1928      | Народна радикална партия               |
| Антон Корошек     | 1872 - 1940     | 28 юли 1928      | 7 януари 1929    | Словенска народна партия               |
| Петър Живкович    | 1879 - 1953     | 7 януари 1929    | 3 октомври 1929  | Югославска радикална селска демокрация |

## Кралство Югославия(1929-1945)
Кралството на сърбите, хърватите и словенците е преименувано на Кралство Югославия на 3 октомври 1929. Кралството спира да съществува след немското нашествие през април 1941 г. и формално е отменено на 29 ноември 1945 г.
| Име                                                    | Роден – Починал | Начало на мандат | Край на мандат   | Политическа партия                                                                       |
| ------------------------------------------------------ | --------------- | ---------------- | ---------------- | ---------------------------------------------------------------------------------------- |
| Петър Живкович                                         | 1879 - 1953     | 3 октомври 1929  | 4 април 1932     | Югославска радикална селска демокрация                                                   |
| Воислав Маринкович                                     | 1876 - 1935     | 4 април 1932     | 3 юли 1932       | Демократична партия/Югославска радикална селска демокрация                               |
| Милан Сършкич                                          | 1880 - 1937     | 3 юли 1932       | 27 януари 1934   | Югославска радикална селска демокрация                                                   |
| Никола Узунович                                        | 1873 - 1954     | 27 януари 1934   | 22 декември 1934 | Югославска радикална селска демокрация (до 1934), Югославска национална партия (от 1934) |
| Боголюб Жевтич                                         | 1886 - 1960     | 22 декември 1934 | 24 юни 1935      | Югославска национална партия (до 1935), Югославски радикален съюз (от 1935)              |
| Милан Стоядинович                                      | 1886 - 1961     | 24 юни 1935      | 5 февруари 1939  | Югославски радикален съюз                                                                |
| Драгиша Цветкович                                      | 1893 - 1969     | 5 февруари 1939  | 27 март 1941     | Югославски радикален съюз                                                                |
| Душан Симович (от април 1941 в изгнание в Лондон)      | 1882 – 1962     | 27 март 1941     | 12 януари 1942   | Военен                                                                                   |
| Слободан Йованович (в изгнание в Лондон)               | 1869 – 1958     | 12 януари 1942   | 26 юни 1943      | няма                                                                                     |
| Милош Трифунович (в изгнание в Лондон)                 | 1871 - 1957     | 26 юни 1943      | 10 август 1943   | Сръбска народна радикална партия                                                         |
| Божидар Пурич (в изгнание в Лондон и Кайро)            | 1891 – 1977     | 10 август 1943   | 8 юли 1944       | няма                                                                                     |
| Иван Шубашич (в изгнание в Лондон)                     | 1892 - 1955     | 8 юли 1944       | 30 януари 1945   | Хърватска народна партия                                                                 |
| Драго Марушич (в изгнание в Лондон)                    | 1884 – 1975     | 30 януари 1945   | 7 март 1945      | няма                                                                                     |
| Йосип Броз Тито (съгласно Споразумението Тито-Субашич) | 1892 - 1980     | 7 март 1945      | 29 ноември 1945  | Югославска комунистическа партия                                                         |

## Социалистическа федеративна република Югославия(1945-1991)
След немското нашествие и разпадането на Кралство Югославия, партизаните образуват Антифашистко събрание за народно освобождение на Югославия (АВНОЮ) през 1942. На 29 ноември 1943 събрание на АВНОЮ провъзгласява Демократична федерална Югославия, докато преговорите с кралското правителство в изгнание продължават. След освобождаването на Белград, правителството водено от комунистите обявява на 29 ноември 1945 г. че Крал Петър II е детрониран и създават Народна федерална република Югославия. През 1963 г. държавата е преименувана на Социалистическа федеративна република Югославия.
Правителството отначало е оглавявано от министър-председател. На 14 януари 1953 г. това е реорганизирано във Федерален изпълнителен съвет воден от председателя на федералното събрание.
| Име                | Роден – Починал | Начало на мандат | Край на мандат   | Политическа партия                                                                              |
| ------------------ | --------------- | ---------------- | ---------------- | ----------------------------------------------------------------------------------------------- |
| Йосип Броз Тито    | 1892 - 1980     | 29 ноември 1945  | 29 юни 1963      | Югославска комунистическа партия (до 1952), Съюз на комунистите на Югославия (от 1952)          |
| Петър Стамболич    | 1912 - 2007     | 29 юни 1963      | 16 май 1967      | Съюз на комунистите на Югославия                                                                |
| Мика Шпиляк        | 1916 - 2007     | 16 май 1967      | 18 май 1969      | Съюз на комунистите на Югославия                                                                |
| Митя Рибичич       | 1919 - 2013     | 18 май 1969      | 30 юли 1971      | Съюз на комунистите на Югославия                                                                |
| Джемал Биедич      | 1917 - 1977     | 30 юли 1971      | 18 януари 1977   | Съюз на комунистите на Югославия                                                                |
| Веселин Джуранович | 1925 - 1997     | 18 януари 1977   | 16 май 1982      | Съюз на комунистите на Югославия                                                                |
| Милка Планинк      | 1924 - 2010     | 16 май 1982      | 15 май 1986      | Съюз на комунистите на Югославия                                                                |
| Бранко Микулич     | 1928 - 1995     | 15 май 1986      | 16 март 1989     | Съюз на комунистите на Югославия                                                                |
| Анте Маркович      | 1924 - 2011     | 16 март 1989     | 20 декември 1991 | Съюз на комунистите на Югославия (до 1990), Съюз на реформаторските сили на Югославия (от 1990) |

Министър-председател след отделянето на Хърватия и Словения
| Име                                                  | Роден – Починал | Начало на мандат | Край на мандат | Политическа партия               |
| ---------------------------------------------------- | --------------- | ---------------- | -------------- | -------------------------------- |
| Александър Митрович (временно изпълняващ длъжността) | 1933 - 2012     | 20 декември 1991 | 14 юли 1992    | Социалистическа партия на Сърбия |

## Държави наследници
- Президент на Югославия
- Министър-председатели на Босна и Херцеговина
- Министър-председатели на Хърватия
- Министър-председатели на Косово
- Министър-председатели на Северна Македония
- Министър-председатели на Черна гора
- Министър-председатели на Сърбия и Черна гора
- Министър-председатели на Сърбия
- Министър-председатели на Словения